# Фере, Владимир Георгиевич
Влади́мир Гео́ргиевич Фере́ (7 [20] мая 1902, Камышин, Саратовская губерния — 2 сентября 1971, Москва) — советский композитор. Народный артист Киргизской ССР (1944); Заслуженный деятель искусств РСФСР (1963), Таджикской ССР (1957), Башкирской АССР, Бурятской АССР и Чечено-Ингушской АССР. Член Союза композиторов СССР (1932). Музыкальный педагог, профессор (1962).
Один из авторов (совместно с В. А. Власовым и А. Малдыбаевым) музыки Государственного гимна Киргизской ССР.

## Биография
Учился в Московском университете. В 1929 году окончил Московскую консерваторию (класс композиции Н. Я. Мясковского). В 1930 — класс фортепьяно у А. Б. Гольденвейзера.
В 1925—1928 гг. был членом «Производственного коллектива студентов-композиторов Московской консерватории» («Проколл»).
С 1929 по 1931 год преподавал в государственном музыкальном техникуме. В 1930—1934 гг. — редактор и музыкальный руководитель Всесоюзного радиокомитета и Музгиза.
В 1933—1934 годах работал консультантом в Московской консерватории. В 1934 году находился в Дальневосточных частях Красной Армии, где вместе с поэтом Сергеем Островым создал ряд песен.
1934—1936 гг. — музыкальный руководитель детской и колхозной секций при Союзе композиторов СССР. Затем до 1944 года — художественный руководитель Киргизской филармонии в г. Фрунзе.
С 1945 года жил в Москве. После окончания войны до 1959 года преподавал в Московской консерватории. С 1959 по 1962 — заведующий кафедрой композиции в Московской консерватории. Воспитал многих талантливых учеников, среди них Г. И. Гладков, Ш. Р. Чалаев, Х. Плиев, А. Малдыбаев, М. Абдраев, З. Г. Исмагилов, Ш. С. Сайфиддинов, Зиядулло Шахиди, Вели Ахмедов, Дамир Дустмухамедов и многие другие. Выступал как музыкальный критик.
Похоронен на Введенском кладбище (17 уч.).
В Бишкеке есть улица Фере, названная в честь композитора.
Сын — Георгий Владимирович Фере (1932—2011), поэт и сценарист, принимал участие в сценарии к фильму «Прежде, чем расстаться», автор стихотворения «Солнце мира», вошедшее в ораторию А. Шнитке «Нагасаки». Также работал с композитором С. Зубковским над опереттой «Осторожно, любовь!». Автор текста песни «Берёзовые сны» к документальному сериалу «Великая Отечественная».

## Творчество
В. Г. Фере по праву считается одним из основоположников киргизской профессиональной музыки. В содружестве с В. Власовым и А. Малдыбаевым им созданы первые киргизские музыкальные драмы, оперы и балеты.

### Избранные музыкальные произведения
Музыкальные драмы
- «Алтын кыз» (1937),
- «Ажал ордуна» (1938).

Оперы
- «Айчүрөк» (1939),
- «За счастье народа» (1941, 2-я редакция — «Сын народа» (1947)),
- «Патриоты» (1941),
- «Манас» (1946, 2-я редакция (1966)),
- «На берегах Иссык-Куля» (1951),
- «Токтогул» (1958),
- «Ведьма» (1961),
- «За час до рассвета» (1967),
- «Алтын кыз» (1973),
- «Белые крылья» (1979)

Балеты
- «Анар» (1940),
- «Селькинчек» (1943),
- «Шурале» (1943),
- «Весна в Ала-Тоо» (1955).
- симфония «Кыргызстан» (1947),
- хоры: «Полководец Фрунзе» (1940) и «Песня о генерале Панфилове» (1941)
- романсы, песни, музыка к спектаклям драматического театра и др.

## Награды
- Орден Трудового Красного Знамени (7 июня 1939) — за выдающиеся заслуги в деле развития киргизского театрального искусства
- Орден Трудового Красного Знамени (1 ноября 1958)
- Орден «Знак Почёта» (15 сентября 1961) Орден «Знак Почёта» (14 октября 1966)
- Почётные грамоты Президиума Верховного Совета Киргизской ССР, Таджикской ССР, РСФСР.
- Народный артист Киргизской ССР (1944)
- Заслуженный деятель искусств РСФСР (1963)
- Заслуженный деятель искусств Таджикской ССР (1957)
- Заслуженный деятель искусств Башкирской АССР
- Заслуженный деятель искусств Бурятской АССР
- Заслуженный деятель искусств Чечено-Ингушской АССР